# Phytographia Lusitaniae Selectior, seu novarum, rariorum, et aliarum minus cognitarum
Phytographia Lusitaniae Selectior, seu novarum, rariorum, et aliarum minus cognitarum (abreviado Phytogr. Lusitan. Select. (1816-1827)) es un libro con ilustraciones y descripciones botánicas que fue escrito por el botánico, briólogo y micólogo portugués Félix de Avelar Brotero y publicado en dos volúmenes en los años  1816 el prrimero; y el vol. segundo, en 1827.